# رودخانه شیتاروم
رودخانه شیتاروم (سوندایی: Walungan Citarum) (به انگلیسی: Citarum River) (با تلفظ چیتاروم در زبان محلی) طولانی ترین رودخانه در جاوه غربی، اندونزی است. این رودخانه پس از رودخانه سولو و برانتاس، سومین رودخانه از نظر طول در جاوه است. نقش مهمی در زندگی مردم جاوه غربی داشته، چرا که کشاورزی، تأمین آب، ماهی‌گیری، صنعت، فاضلاب و برق ۲۵ میلیون نفر را تأمین می کند. همچنین اشاره شده که این رودخانه جزو آلوده‌ترین رودخانه‌های جهان است.